# Ernst Stapelfeld
Ernst Stapelfeld (* 27. November 1864 in Gräfenthal; † 18. Mai 1929 ebenda) war ein deutscher Politiker (SPD).

## Leben und Wirken
Stapelfeld absolvierte eine Lehre als Maler und Lackierer, die er mit der Gesellenprüfung abschloss. Von 1899 bis 1920 arbeitete er als Malermeister in Gräfenthal. Er trat in die Sozialdemokratische Partei Deutschlands (SPD) ein und gehörte 1920 als Nachrücker für Friedrich Spengler dem Landtag des Freistaates Sachsen-Meiningen an.